# Calomyscidae
A Calomyscidae az emlősök (Mammalia) osztályába és a rágcsálók (Rodentia) rendjébe tartozó család.
Egy nem és 8 faj tartozik a családba.
Egyes rendszerek Calomyscinae néven alcsaládként sorolják be őket az egérfélék (Muridae) családjába.

## Rendszerezés
A családba az alábbi 1 nem és 8 faj tartozik:
- Calomyscus Thomas, 1905
  - Calomyscus bailwardi Thomas, 1905 - típusfaj
  - Calomyscus baluchi Thomas, 1920
  - Calomyscus elburzensis Goodwin, 1938
  - Calomyscus grandis Schlitter & Setzer, 1973
  - Calomyscus hotsoni Thomas, 1920
  - Calomyscus mystax Kashkarov, 1925
  - Calomyscus tsolovi Peshev, 1991
  - Calomyscus urartensis Vorontsov & Kartavseva, 1979